# Convogli HX

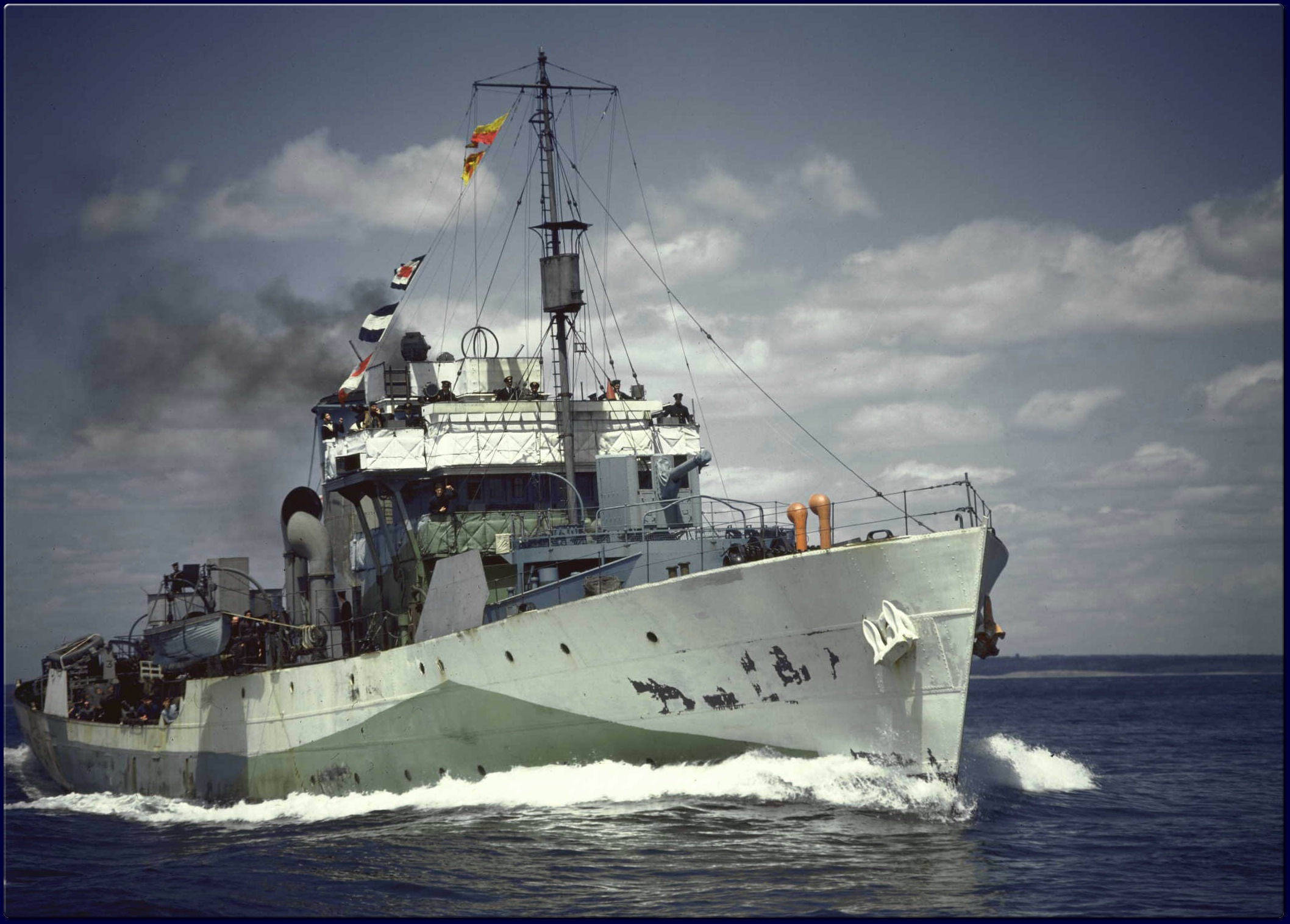
Corvette della classe Flower della Royal Canadian Navy come scortavano molti dei convogli HX.

I convogli HX erano una serie di convogli del Nord Atlantico che corrsero durante la battaglia dell'Atlantico nella seconda guerra mondiale. Erano convogli diretti a est e provenivano da Halifax, Nuova Scozia, da dove salpavano per i porti del Regno Unito. Assorbirono i convogli BHX in rotta dalle Bermuda. Più tardi, dopo che gli Stati Uniti entrarono in guerra, iniziarono i convogli HX a New York.
Un totale di 377 convogli corse nella campagna, trasportando un totale di circa 20.000 navi. Vennero attaccati trentotto convogli (circa il 10%), con la conseguente perdita di 110 navi in convoglio; altri 60 si persero rimanendo indietro e 36 durante il distaccamento o dopo la dispersione, con perdite per incidenti marittimi e altre cause, per una perdita totale di 206 navi, pari a circa l'1% del totale.

## Storia
La designazione HX perpetuò una serie simile che aveva operato nella campagna atlantica della prima guerra mondiale nel 1917 e nel 1918. I convogli HX vennero organizzati all'inizio della campagna atlantica e si svolsero senza grandi cambiamenti fino alla fine, la più lunga serie continua della guerra. L'HX 1 salpò il 16 settembre 1939 e comprendeva 18 navi mercantili, scortate dai cacciatorpediniere della Royal Canadian Navy HMCS St. Laurent e HMCS Saguenay a un rendezvous nel Nord Atlantico con gli incrociatori pesanti della Royal Navy HMS Berwick e HMS York.
Questi erano inizialmente considerati convogli veloci composti da navi che potevano fare 9–13 nodi (17–24 km/h). Una serie parallela di convogli lenti, la serie SC, venne eseguita per le navi che facevano 8 nodi (15 km/h) o meno, mentre le navi che facevano più di 13 nodi navigavano indipendentemente, fino a 14 nodi (26 km/h) Le serie CU vennero organizzate alla fine del 1943. Il più grande convoglio della seconda guerra mondiale fu l'HX-300 che salpò per il Regno Unito, tramite New York, il 17 luglio 1944, con 167 navi mercantili. Arrivò nel Regno Unito, senza incidenti, il 3 agosto 1944.

## Le battaglie
Poiché i convogli HX erano convogli relativamente veloci, erano meno vulnerabili agli attacchi degli U-Boot rispetto ai convogli lenti, ma furono comunque testimoni di alcune delle grandi battaglie di convogli della guerra. Nell'intera campagna furono 40 i convogli che persero più di 6 navi; di quei 40 convogli, 5 erano della serie HX.
- HX-79: attaccato da un branco di lupi di U-boot nell'ottobre 1940. 12 navi andarono perdute, convoglio che, con l'attacco al Convoglio SC-7 nello stesso giorno, registrò le peggiori perdite giornaliere di navi dell'intera campagna atlantica.
- HX-84: attaccato il 5 novembre 1940 dall'Admiral Scheer. Cinque navi vennero rapidamente affondate, ma il sacrificio dell'incrociatore mercantile armato HMS Jervis Bay e della nave mercantile armata SS Beaverford, insieme alla mancanza di luce, permise al resto del convoglio di scappare. La petroliera San Demetrio faceva parte di questo convoglio.
- HX-106: l'8 febbraio 1941 le due piccole corazzate tedesche, la Scharnhorst e la Gneisenau, apparvero all'orizzonte. La presenza della corazzata HMS Ramillies di scorta fu sufficiente a scoraggiare un attacco.
- HX-112: attaccato nel marzo 1941, questa battaglia fu notevole per aver visto la perdita per la marina tedesca di due dei suoi assi degli U-Boot, Otto Kretschmer e Joachim Schepke.
- HX-156: era scortato dalla Marina degli Stati Uniti nell'ottobre 1941, quando l'U-552 silurò la USS Reuben James, la prima nave da guerra statunitense affondata durante la seconda guerra mondiale.[2]
- HX-212: subì la perdita più pesante di qualsiasi convoglio HX nel 1942.[3]
- HX-228: fu uno dei numerosi convogli attaccati in sequenza nel marzo 1943. Due U-Boot vennero distrutti mentre affondavano quattro navi mercantili e il cacciatorpediniere del comandante di scorta.[4]
- HX-229. Attaccato nel marzo 1943, questa azione, che confluì con l'azione attorno al SC-122, fu la più grande battaglia di convogli della campagna atlantica.